# Cimetière d'Ostankino
Le cimetière d'Ostankino (Оста́нкинское кла́дбище) est un cimetière du nord de Moscou dans le raïon d'Ostankino du district administratif nord-est. Il se trouve au pied de la tour d'Ostankino.

## Description
Le petit cimetière boisé d'Ostankino est fondé en 1888. Il reçoit son nom de l'ancien village d'Ostankino autour du château du même nom et connu depuis 1558. Il s'étend sur 2,2 hectares. Il est à l'origine le cimetière paroissial de l'église de l'Assomption d'Ostankino.
Il se trouve entre la route de l'Étang (Прудовой проезд) et la route de Doubovaïa Rochtcha (Проезд Дубовой Рощи). Un certain nombre de cosmonautes, d'astrophysiciens et scientifiques soviétiques et russes y sont enterrés.

## Personnalités inhumées

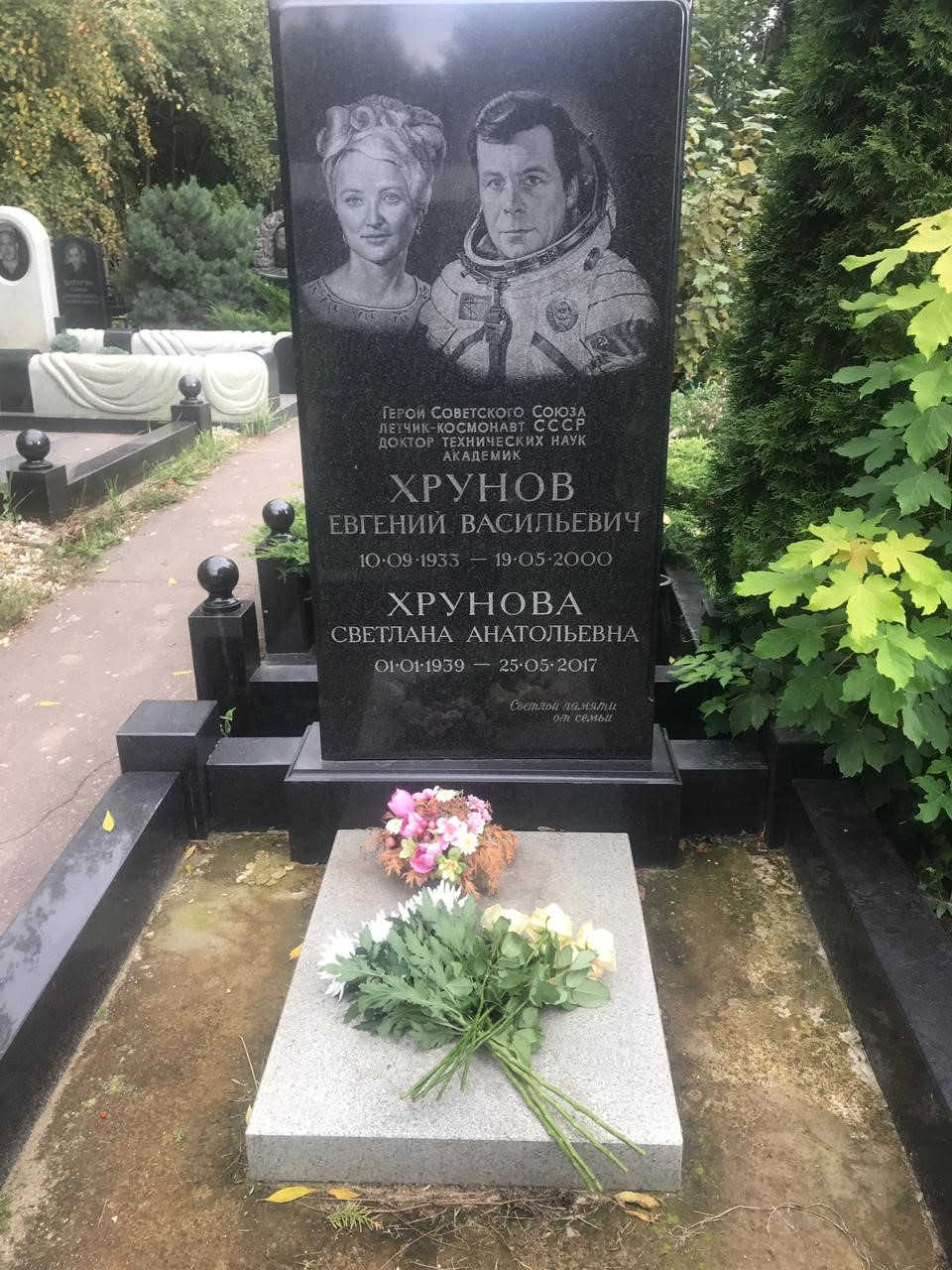
Tombe d'Evgueni Khrounov.

- Sergueï Fedotov (1931-2019), vulcanologue et sismologue
- Louis Forestier (1892-1954), directeur de la photographie d'origine française
- Oleg Klionov (1933-1996), chanteur d'opéra
- Evgueni Khrounov (1932-2000), cosmonaute
- Oleg Makarov (1933-2003), cosmonaute
- Nikolaï Roukavichnikov (1932-2002), cosmonaute (avec statue)
- Viktor Safronov (1917-1999), astrophysicien
- Alexandre Serebrov (1944-2013), cosmonaute
- Vitali Sevastianov (1935-2010), cosmonaute
- Guennadi Strekalov (1940-2004), cosmonaute